# Gas di cokeria
Il gas di cokeria è una miscela di gas ottenuto per distillazione secca di alcuni tipi di litantrace.
La litantrace viene distillata per produrre coke metallurgico, il gas risultante è usato come combustibile, come reagente o come fonte di idrogeno.
La composizione è molto simile a quella del gas di città, ma con un contenuto di idrogeno più alto. È utilizzato come fonte di H2, nel passato è stato usato anche come fonte di CH4 in Germania e di C2H4 in Gran Bretagna.